# Гюльсую (станція метро)
40°55′25″ пн. ш. 29°09′18″ сх. д. / 40.9236° пн. ш. 29.1551° сх. д.
Гюльсую́ (тур. Gülsuyu) — станція лінії М4 Стамбульського метро. Відкрита 17 серпня 2012 року поряд з п'ятнадцятьма іншими станціями у черзі Ускюдар — Картал.
Конструкція — станція глибокого закладення, має острівну платформу та дві колії.
Розташована під автострадою D.100, під ТПВ Гюльсую у кварталі Джевізі району Малтепе.
Пересадки: Автобуси: 16B, 16C, 16KH, 16S, 16U, 16Y, 16Z, 17K, 17P, 21K, 21U, 130, 130A, 130Ş, 133N, 251, 500T, E-10 
Маршрутки: Гарем — Гебзе, Кадикьой — Угур-Мумджу